# Odozana incarnata
Odozana incarnata är en fjärilsart som beskrevs av Jörgensen 1935. Odozana incarnata ingår i släktet Odozana och familjen björnspinnare. Inga underarter finns listade i Catalogue of Life.